# Гребля Кралкизи
Гребля Кралкизи тур. Kralkızı Barajı — розташована на річці Маден, одному з двох складаючих Тигра, у 81 км від Діярбакиру і в 6 км від містечка Діджле. Провідною метою будівництва цієї греблі було забезпечення виробництва електроенергії. Висота греблі — 113 м, об'єм водосховища майже 2 км³, а площа водосховища — 57,5 км². Щорічно ГЕС Кралкизи може виробляти 146 млн кВт·год електроенергії (встановлена потужність ГЕС — 90 МВт), що за цінами 1997 приносить 1 460 000 000 000 лір
Інтегрований проєкт Діджле — Кралкизи (Кралкизи-Тигрисський проєкт) включає в себе дві греблі — греблю Кралкизи і ГЕС й Тигрисську греблю і ГЕС, спорудження яких було завершено в 1997 р.; 25 жовтня 1997 було розпочато наповнення водосховищ. Вартість проєкту — 31 трлн лір (у цінах 1997 р.), а термін реалізації — 13 років. У результаті здійснення цього інтегрованого проєкту зрошується понад 120 тис. гектарів на правому березі Тигра. Обидві ГЕС здатні щорічно виробляти 444 млн кВт·год електроенергії. Крім того, цей проєкт забезпечує населення питною водою і дає воду для внутрішніх і промислових потреб в провінцію Діярбакир.

## Ресурси Інтернету
- State Hydraulic Works (DSİ), Turkey. General information on Kralkızı Dam, Turkey. Архів оригіналу за 2 липня 2014. Процитовано 5 березня 2009.
- www.un.org.tr/undp/Gap.htm — United Nations Southeast Anatolia Sustainable Human Development Program (GAP)
- www.gapturkiye.gen.tr/english/current.html Current status of GAP as of June 2000
- www.ecgd.gov.uk
- www.gap.gov.tr — Official GAP web site [Архівовано 1 травня 2012 у Wayback Machine.]

1. ↑  GEOnet Names Server — 2018.